# Apple Lossless
Apple Lossless (også kendt som Apple Lossless Encoder, ALE, eller Apple Lossless Audio Codec, ALAC) er et lyd-codec udviklet af Apple Inc. til datakomprimering af digital musik uden tab. Apple Lossless har ingen DRM, men dette kan blive tilføjet, lige som det kan med andre QuickTime-formater.
Apple påstår, at musikfiler komprimeret med Apple Lossless codec'et bruger omkring halvt så meget harddiskplads, som ukomprimerede datafiler ville bruge. 
Apple Lossless blev introduceret som en del af QuickTime 6.5.1 28. april 2004 og har været med siden iTunes 4.5.
Se også FLAC, som er et andet tabsfrit lydkomprimeringscodec.